# Col de Nozuka
Le col de Nozuka (野塚峠, Nozuka-totsuge) est un col de montagne situé à l'extrémité méridionale des monts Hidaka de l'île de Hokkaidō au Japon. Le col se trouve à 1 230 m d'altitude mais la route nationale 236 emprunte le tunnel de Nozuka (野塚トネル, Nozuka-toneru) qui passe 645 m sous le col qui fait 21,4 km de long. La route fait 5,5 m de large avec une déclivité maximale de 6 %. Le rayon de courbure minimum est de 70 m. La neige peut encombrer le col du mois d'octobre au mois d'avril. La route nationale 236 traverse le col entre Hiroo et Urakawa.